# Elisabeth von Wedderkop
Elisabeth „Else“ Johanna Adele von Wedderkop, geb. Koenigs, (* 1874; † 12. Mai 1958) war eine deutsche Stifterin und Gutsbesitzerin, die als Nachfahrin der Familie Koenigs-Bunge der Barbarossastadt Sinzig kulturelle Schenkungen machte, darunter das Barbarossadenkmal.

## Leben
Elisabeth von Wedderkops Eltern waren Johanna Bunge und der Kölner Bankier Ernst Friedrich Wilhelm Koenigs. Ihre Eltern hatten sieben Kinder, von denen Elisabeth Johanna Adele das zweite war. Ihr zweiter und dritter Vorname erinnern an ihre Mutter und Großmutter. Ein Bruder war der deutsch-niederländische Bankier und Kunstsammler Franz Koenigs, der mit Gräfin Anna von Kalckreuth (1883–1963), der Tochter des Malers Leopold von Kalckreuth, verheiratet war. 
Sie heiratete am 18. April 1898 in Köln den Regierungsassessor Magnus von Wedderkop. Er war der Bruder des Schriftstellers Hermann von Wedderkop und der Sohn des Eutiner Oberamtsrichters Magnus von Wedderkop. Von 1897 bis 1898 war Magnus von Wedderkop Hilfsarbeiter des Lenneper Landrats Richard Koenigs, einem jüngeren Bruder von Ernst Friedrich Wilhelm Koenigs. Nach der Heirat lebte das Ehepaar in Berlin, wo ihr Mann von 1898 bis 1906 Justitiar und Verwaltungsrat der Königlichen Museen zu Berlin war. Später lebte sie als Witwe auf Gut Mönchshof in Oberbreisig, wo ihr Mann 1929 starb. In der Zeit des Nationalsozialismus fand hier auch der Literaturwissenschaftler Ernst Robert Curtius Zuflucht.
1931 stellte sie der Gemeinde Oberbreisig Mittel für die Verbesserung der Wasserleitung, die Freiwillige Feuerwehr und eine Straßeninstandsetzung zur Verfügung. Im Jahr 1951 überließ Elisabeth von Wedderkop der Stadt Sinzig das Denkmal für Kaiser Friedrich I. Barbarossa, das anlässlich der Silberhochzeit ihrer Großeltern 1875 im Rondell des Schlossparks errichtet worden war. Seitdem steht das Denkmal in der Luna-Parkanlage an der Barbarossastraße unterhalb von Sankt Peter. Im August 1951 schenkte sie der Gemeinde als Vollstreckerin des Willens ihrer verstorbenen Mutter das Grundstück, auf dem die 1952 erbaute Adventskirche Sinzig steht. Drei Jahre später verkaufte sie der Stadt 1954 das Schloss Sinzig, das von 1854 bis 1858 als Sommerresidenz ihrer Großeltern mütterlicherseits Gustav und Adele Bunge geb. Andreae nach den Plänen des Architekten Vincenz Statz als neugotischer Bau in Schiefer-Bruchstein-Mauerwerk erbaut wurde.
Wedderkop besaß mehrere Gemälde von Leopold von Kalckreuth. Darunter Porträts ihrer Schwester Adelheid Koenigs, ihrer Schwägerin Gräfin Anna „Mucki“ von Kalckreuth und ihres Mannes Magnus von Wedderkop.

## Postum
Elisabeth von Wedderkops Brautkleid, ein cremefarbener Crêpe Georgette mit Einsätzen aus handgearbeiteter Filetspitze, wurde dem Kölnischen Stadtmuseum 1958 von Lotte Scheibler, der Ehefrau Hans Carl Scheiblers, als Typus des taillenlosen Reformkleids geschenkt.
Ende 2018 ersteigerte die Stadt Sinzig bei einer Auktion des Kölner Auktionshauses Lempertz ein Ölgemälde von Max Volkhart aus dem Jahr 1895 (Öl auf Leinwand, 115 mal 70 Zentimeter), das die 21-jährige Elisabeth von Wedderkop in festlichem Kleid, drei Jahre vor ihrer Hochzeit zeigt. Das Gemälde stammt aus dem Nachlass der Sinzigerin Erika Anstock, einer Urenkelin des in Sinzig verstorbenen Künstlers Karl Christian Andreae, des Onkels von Elisabeth Wedderkop. Es befindet sich gemeinsam mit Porträts ihrer Großeltern und Eltern, ihrer Tante Clara Koenigs und ihrer Schwester Adelheid Koenigs im Schloss Sinzig.